# Konaganahalli, Gauribidanur
Konaganahalli là một làng thuộc tehsil Gauribidanur, huyện Chikkaballapur, bang Karnataka, Ấn Độ.